# Wöhrmannscher Garten

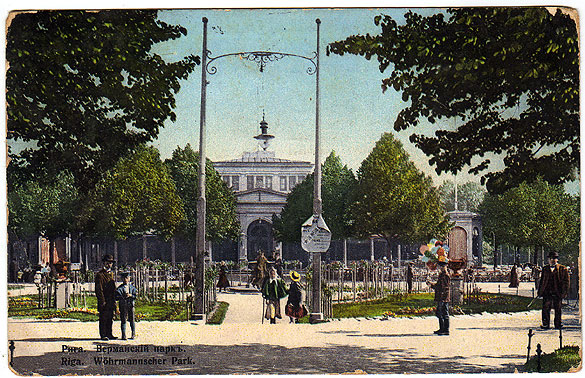
Eingang zum Park (1913)

Der Wöhrmannsche Garten, auch: Wöhrmanns Garten oder Wöhrmannscher Park, lettisch Vērmanes dārzs, ist eine Parkanlage in der lettischen Hauptstadt Riga.

## Geschichte
Der älteste öffentliche Park in Riga wurde 1817 feierlich eröffnet und umfasste exotische Bäume, einen Rosengarten und ein Restaurant. Die Idee zur Anlage des Parks stammte vom Generalgouverneur Livlands, Filippo Paulucci. Die Alleen des Parks wurden von dem Gärtner Johann Hermann Zigra geplant und gepflanzt. Der wohlhabende Unternehmer, Kaufmann und preußische Generalkonsul Johann Christoph Wöhrmann (1784–1843) und seine Mutter Anna Wöhrmann stifteten den Großteil des zur Anlage des Parks nötigen Kapitals und schenkten einen Gutteil des Geländes. Ihr zu Ehren wurde 1829 ein Granitobelisk im Park gestiftet, das Wöhrmann-Denkmal. 1881 wurde der Park von Georg Kuphaldt bedeutend erweitert.

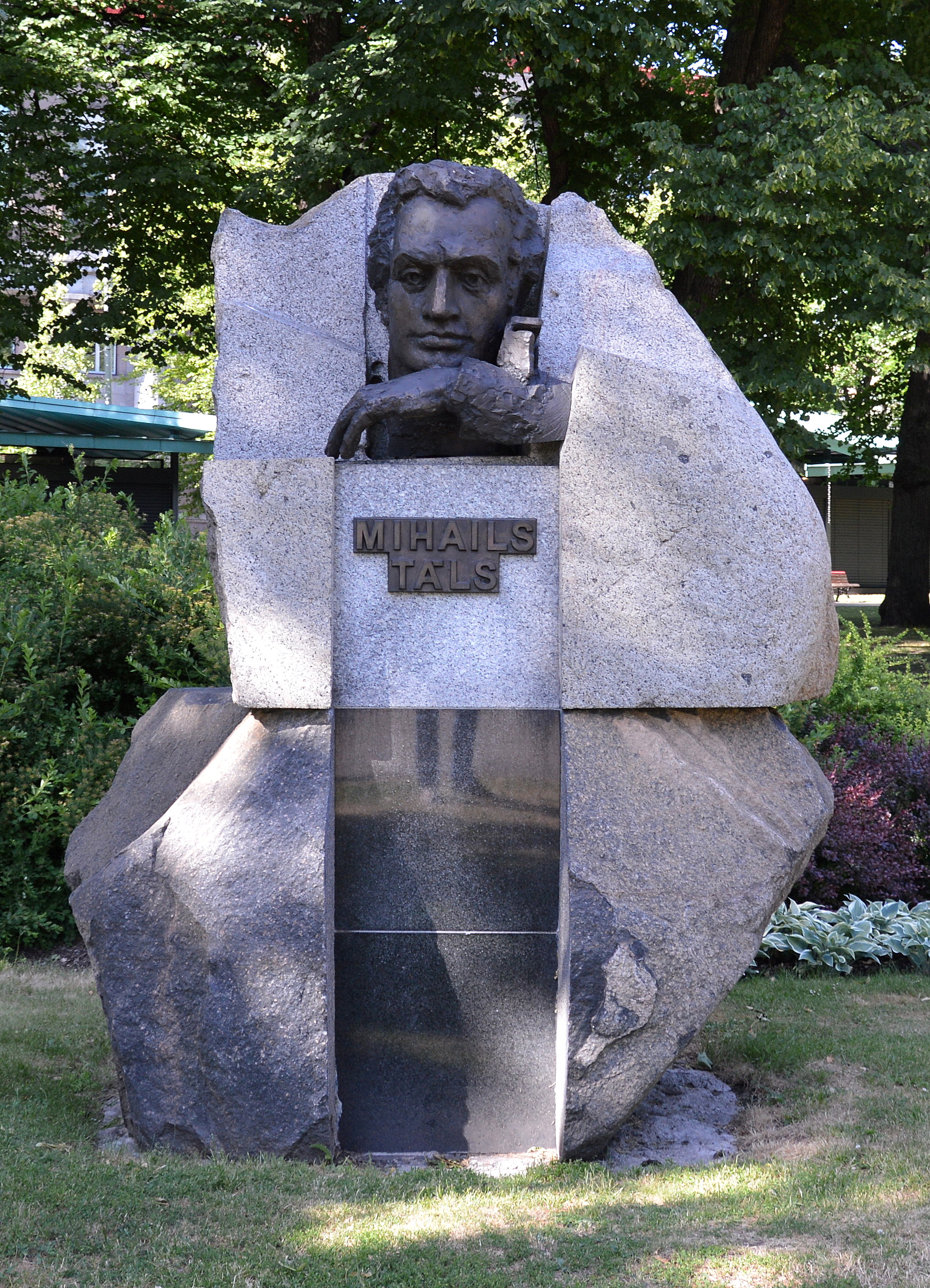
Denkmal für Michail Tal (2018)

Im Jahr 2001 wurde im Wöhrmannschen Garten das Tal-Denkmal zur Erinnerung an den Schachspieler Michail Tal aufgestellt. 2003 erfolgte die Wiederaufstellung des Paulucci-Denkmals.